# Süd-West-Palast des Sanherib in Ninive

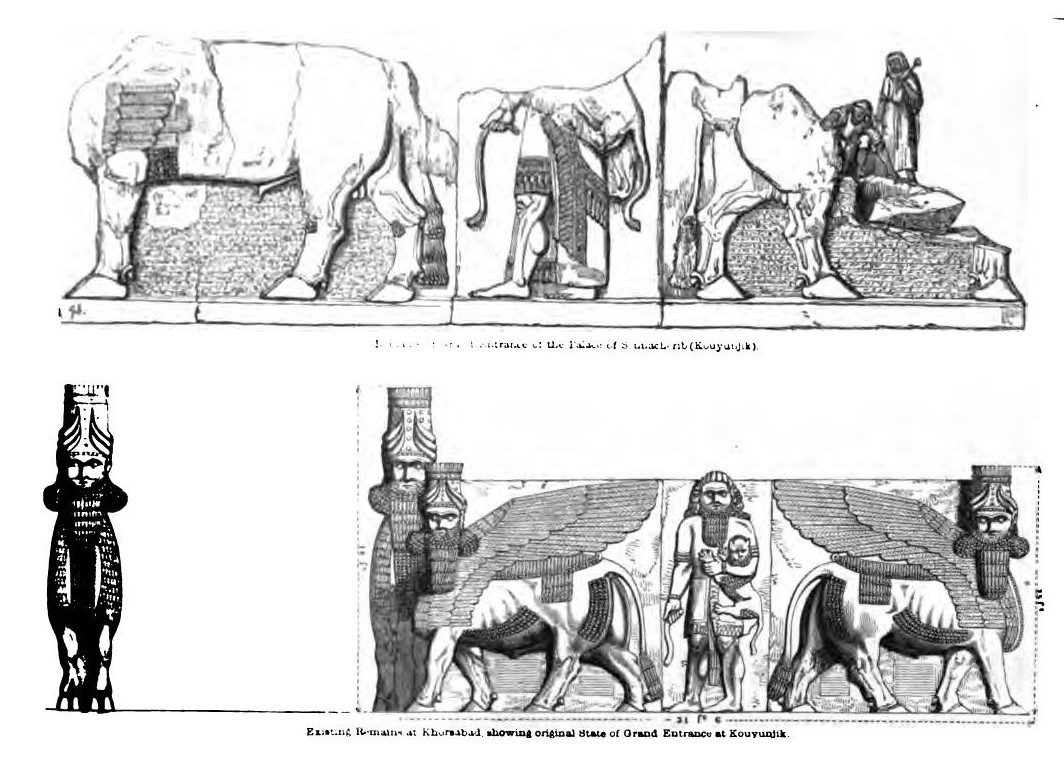
Haupteingang des Palastes von Sanherib in Kujundschik, oben: Überreste der Fassade und des Haupteingang des Palastes von Sanherib, unten: der rekonstruierte Haupteingang anhand der Figuren von Botta (links) aus Khorsabad (Hercules erwürgt einen Löwen in der Mitte)

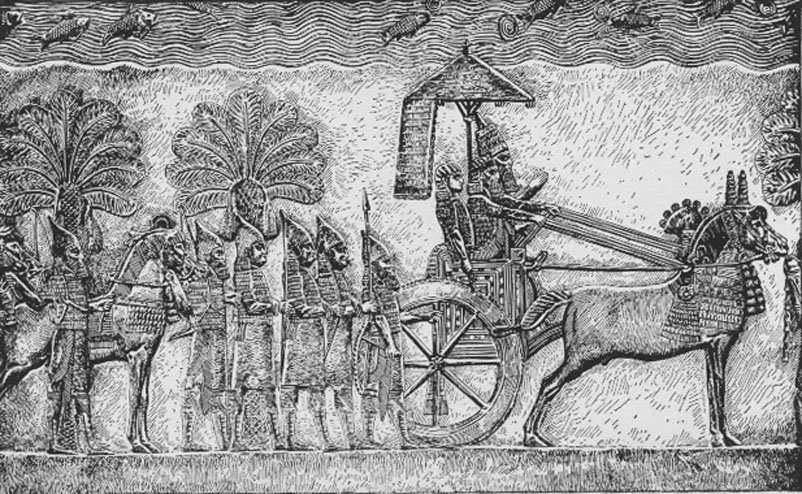
Sanherib während seines babylonischen Krieges, Relief aus seinem Palast in Ninive

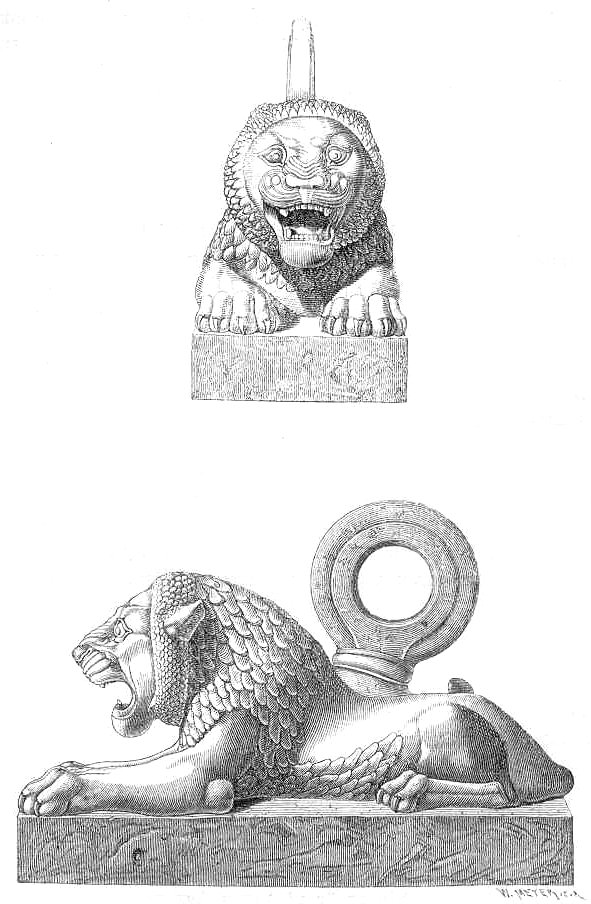
Bronze-Löwen (Ninive)

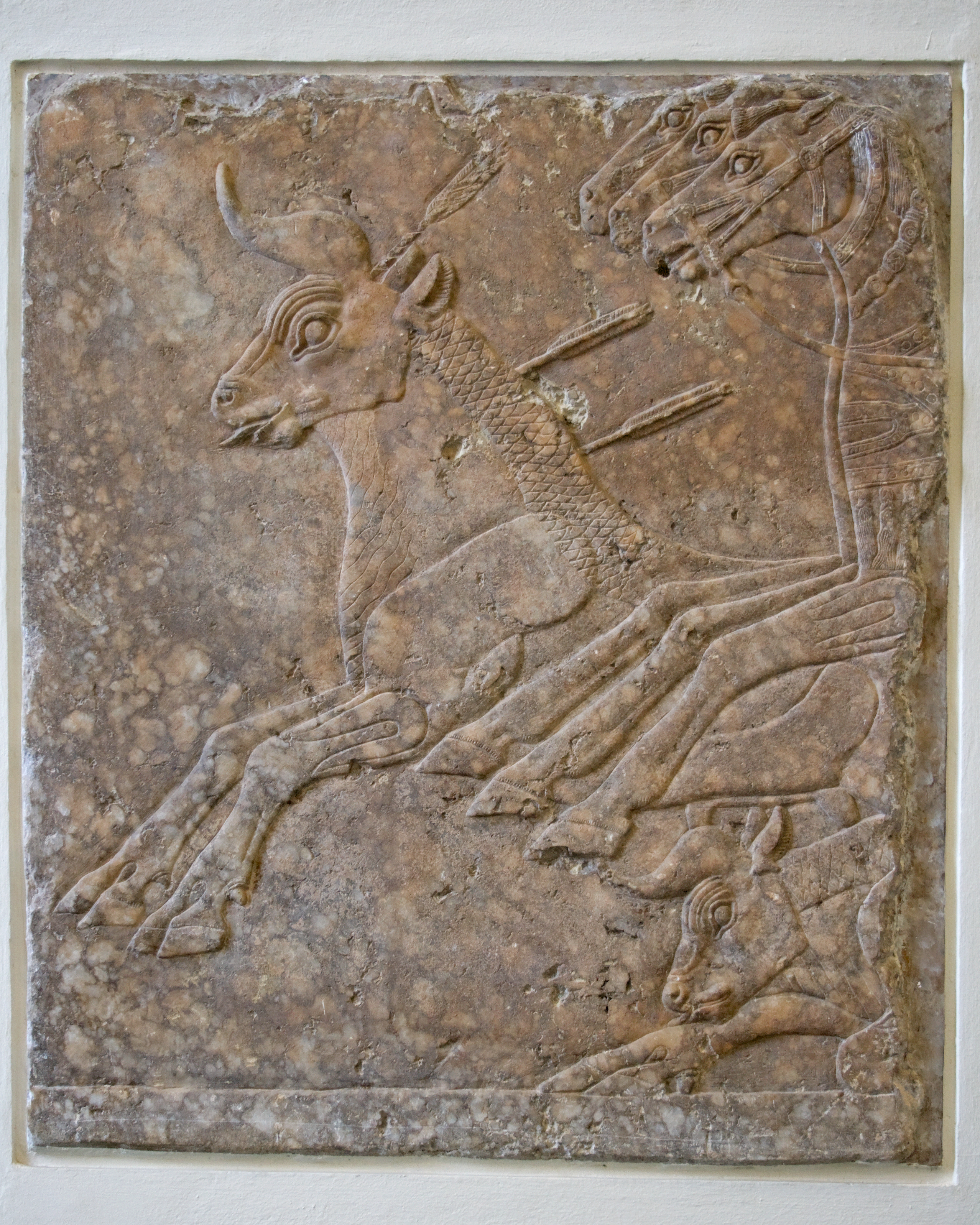
Alabaster-Relief aus dem Palast, Ninive, ca. 695 v. Chr. Jagdszene, Pergamon Museum

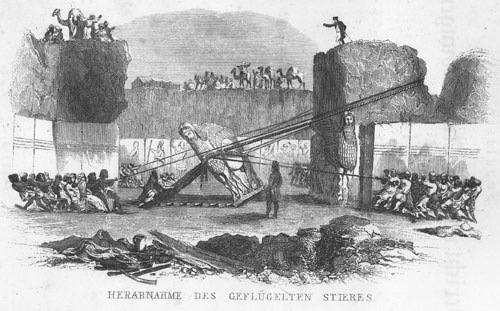
Herabnahme des geflügelten Stieres während der Ausgrabung Layards

Der Süd-West-Palast des Sanherib in Ninive (abgekürzt Süd-West-Palast) war der Palast des assyrischen Königs Sîn-aḫḫe-eriba (Sanherib) (Neuassyrisches Akkadisch: Sin-achche-eriba) in Ninive, im Irak. Die Bauzeit liegt zwischen 705 und 694 v. Chr. Der Palast lag am südwestlichen Ende der Zitadelle von Ninive, woher auch der Namensteil Süd-West rührt.
Der Palast galt als besonders prunkvoll und erhaben, zumal er sich über einen Grundriss von 914 × 440 Ellen (ca. 500 × 240 Meter) erstreckte. Die Stadtmauer war 25 Meter hoch. Der Palast überragte die Stadtmauer nochmals um mehr als 20 Meter. Bei Ausgrabungen wurden etwa 120 Zimmer freigelegt, weitere 100 Zimmer sind bisher noch nicht freigelegt. Aneinandergereiht ergeben die Steinreliefs des Palastes eine Länge von über drei Kilometern.

## Palastgeschichte

### Palastbau
Das Assyrische Reich war in den Jahrzehnten vor dem Palastbau sukzessive erweitert worden und erstreckte sich über die Territorien zwischen Persien und Ägypten. Sanherib verfügte aufgrund seiner mehrjährigen Feldzüge über unzählige Kriegsgefangene, die zumeist aus Babylonien, der Südtürkei und Palästina stammten, nachdem Kämpfe gegen Elam andererseits fruchtlos verliefen. Mit der erzwungenen Hilfe der Gefangenen konnte er sein Projekt, in Ninive sein persönliches großes Machtzentrum zu etablieren, in die Tat umsetzen. Die Gefangenen arbeiteten in den Steinbrüchen entlang des Tigris, gruben Kanalsysteme für die Wasserversorgung der Gärten Ninives und errichteten eine völlig neue Stadtmauer. Höhepunkt der Bestrebungen Sanheribs sollte der neue Palast werden. Er ließ sich dabei vom Vorbild seines Vaters Sargon leiten, der sich mit seinem Herrschaftssitz Dur Šarrukin sein Denkmal gesetzt hatte. Da Sanherib allerdings ein böses Omen darin sah, den Palast seines ermordeten Vaters fortzunutzen, wählte er Ninive als neuen Sitz aus. Zudem wollte er die Ausmaße des Palastes nochmals deutlich vergrößern.
Ausgrabungen in Ninive gaben Aufschluss über den Palastbau, denn Keilschriften auf Tontafeln bestätigen die archäologischen Theorien. Aufzeichnungen existieren lückenlos über die gesamte Bauzeit von 702–693 v. Chr.
Dem neuen Süd-West-Palast wich ein durch Überschwemmungen ausgehöhlter und ruinierter Vorgänger. Das Areal wurde zunächst trockengelegt. Um die künftig weiterhin bevorstehenden Frühjahrsüberflutungen in den Griff zu bekommen, wurde ein Fundament aus Kalksteinblöcken gesetzt. Darüber wurde eine Plattform aus sonnengetrockneten Lehmziegeln gezogen, die mit Stroh vermischt waren und damit eine hervorragende Hitze- wie Kälteisolierung gewährleisteten. Zudem war diesem Material eine außergewöhnlich lange Haltbarkeit beschieden.
Die Aufzeichnungen (Keilschriften) wiesen im Jahr 697 v. Chr. aus, dass die Anlage etwa 385 × 212 Meter maß und 180 Ziegellagen hoch war (etwa 22 Meter). Schätzungen ergeben dabei die Verarbeitung von 107 Millionen Ziegeln. Eine weitere Vergrößerung zwischen 697 und 693 v. Chr. führte dann zu einer Grundflächenbebauung von 503 × 242 Metern.

### Architektur und Attribute
Dem Palast vorgelagert waren die Stadt- und Zitadellentore. Es gab eine Mehrzahl äußerer Palasthöfe. Diese waren gesäumt von Wirtschaftsbauten, Verwaltungsgebäuden, Quartieren der königlichen Palastgarde und Vorratsräumen. Im Zentrum der Anlage auf dem heutigen Ruinenhügel befand sich ein Ischtar-Tempel. Das Thronzimmer lag im Innenhof. Hier hielt der König seine Audienzen ab. Sanherib nannte seinen Palast, „Palast ohnegleichen“. „Ich habe für meine Majestät einen Palast erbaut aus Gold, Silber, Bronze, Karneol, Breccie, Alabaster, Elfenbein, Ebenholz, wertvollen Hölzern des Orients, dem Holz des Buchsbaums, Zeder, Zypresse, Wacholder, Sandelholz und Eichenholz aus Sindu“. Der Palast war eine nahezu endlose Abfolge von Hallen, Bankettsälen, Sonnenhöfen, Korridoren und inneren Gemächern.
Der über 45 Meter hohe Palast hatte drei Haupttore mit Portalen, die von großen Säulen gestützt wurden. Die jeweilige Säulenbasis bestand aus Bronze und gab schreitende Löwen wieder. Die Technik derer Herstellung musste vom traditionell angewandten Wachsausschmelzverfahren abweichen, denn die Größenordnung der Löwenfiguren ließ das nicht mehr zu. Stattdessen wurden die flüssigen Metalle in Formen gegossen und gekühlt. Andere Säulen bestanden aus dem herbeitransportierten Holz der Libanon-Zeder. Intarsien, Gold- und Silberauflagen schmückten die Zedernholzsäulen. Äolische Kapitelle thronten auf den Säulen. Darüber ragten Zinnen aus leuchtendblauen glasierten Ziegelreihen. Die Fassade wies Tiere mit Menschenköpfen und Flügeln aus Alabaster auf, Insignien der Gefahrenabwehr. Stierungetüme und Sphingen waren an den Toren platziert. Die Deckenbalken sollen so sehr aufgehellt worden sein, dass sie glänzten „wie der Tag“; ringsum Beschläge aus Silber und Kupfer, vermutlich in Form von Friesen.

## Untergang und Wiederentdeckung
Der Süd-West-Palast des Sanherib in Ninive bildete über fünfzig Jahre das Herrschaftszentrum der Assyrer. 612 v. Chr. wurde der Palast geplündert und fiel den Flammen zum Opfer. Die Plattform und die Ziegelmauern blieben erhalten. 1849 begann der Brite Henry Layard, die abgebrochene Ausgrabung gegenüber von Mosul fortzusetzen, und fand schon beim ersten Spatenstich auf dem Tell Kujundschik Überreste der gewaltigen Paläste von Ninive. Die Grundmauern liegen noch unter Trümmern begraben. Die meisten Funde sind in das British Museum übergegangen, einige wenige ins Metropolitan Museum of Art.
Die Assyriologin und Keilschrift-Expertin Stephanie Dalley von der University of Oxford legte bereits Anfang der 1990er Jahre Argumente für die Deutung vor, die Hängenden Gärten der Semiramis seien der Palastgarten des assyrischen Königs Sanherib gewesen, der rund 100 Jahre vor dem babylonischen König Nebukadnezar II. gelebt hatte. Dieser Palastgarten in Ninive am Tigris sei für Sanheribs Gattin Tašmetu-Šarrat erbaut worden.